# ده بوره (نهاوند)
دهبوره (نهاوند)، روستایی از توابع بخش مرکزی شهرستان نهاوند در استان همدان ایران است.
این روستا یکی از جاذبه‌های گردشگری مهم شهرستان نهاوند به‌شمار می‌رود و سرشار از درختان میوه و سیب و هلو و گردو می‌باشد. رودخانه گامآسیاب از این روستا عبور می‌کند.
شغل اصلی مردم روستا کارهای ساختمانی و اداری و تعداد محدودی کشاورزی به صورت کشت و باغ داری و دامداری می‌باشد.
از جاذبه‌های روستا می‌توان پل ورودی به نام پل لاغه (پل ظفر سلطان) که از آثار زمان قاجار می‌باشد می‌توان نام برد.
اکثریت جوانان و اهالی روستا تحصیل کرده هستند ،و رسومات خیلی خوبی در مراسمات عروسی و عزا دارند ،مراسم عروسی درسه شب برگزار میگردد شب اول جوان نشین (جال نشو) شب بعد حنابندان و شب آخر عروسی است ،در روز عروسی نیز مراسمات گوناگونی به نام طبیعت گردی و مراسم تخت نشینی داماد برگزار میشود.
روستای دهبوره به خاطر جاذبه و سرسبزی زیاد محل تفریحی شهرستان نهاوند میباشد ،جاده روستا که به دهبوره راه معروف است از جاذبه های شهر نهاوند محسوب میشود 
این روستا یک ضرب المثل مشهور و نامی دارد به اسم قلیان ده بوره 
روستایی با پیشینه تاریخی میباشد که محل فعلی روستا با سنگ بنای آن در زمان ساسانیان نزدیک به یک کیلومتر فاصله طولی دارد.  
مردم این روستا بیشتر از طایفه عمرائی و برخی اقوام مثل جلالوند ، حبیب وند ، ترکاشوند ، مرادبیگی و... می باشند که مذهب شیعه دین اکثریت و گروهی هم الحق می باشند.

## جمعیت
این روستا در ۳کیلومتری شهرستان نهاوند دهستان طریق الاسلام قرار دارد و براساس سرشماری مرکز آمار ایران در سال ۱۳۹۶، جمعیت آن ۱۳۲۵ نفر (۳۳۳خانوار) بوده‌است.